# Японские частицы
Частицы в японском языке (яп. 助詞 дзёси), также тэ/ни/о/ва/э/кара/га/мо/то (яп. て/に/を/は/ヘ/から/が/も/と) — это неизменяемая часть речи в японском языке, которая всегда следует за одной из следующих частей речи: существительным, глаголом, прилагательным; или целым предложением.

## Орфография
Японские частицы в современном японском языке пишутся хираганой, хотя у некоторых из них существует и иероглифическая форма. Все частицы читаются по обычным для японского правилам чтения, за исключением частиц は (пишется «ха», читается «ва»), へ (пишется «хэ», читается «э») и を (пишется знаком, который в средневековом японском означал слог «во», а произносится «о», некоторые носители произносят «уо»). Эти исключения являются атавизмами старой орфографии каны.

## Типы частиц
Частицы можно разделить на восемь категорий, в зависимости от исполняемой функции.
- Падежные окончания (яп. 格助詞 каку дзёси)

が、の、を、に、へ、と、で、より、から、まで
- Частицы одновременности (яп. 並立助詞 хэйрицу дзёси)

か、の、や、に、と、やら、なり、だの
- Частицы, оканчивающие предложение (яп. 終助詞 сю: дзёси)

か、の、や、な、わ、とも、かしら
- Частицы-междометия (яп. 間投助詞 канто: дзёси)

さ、よ、ね
- Наречные частицы (яп. 副助詞 фуку дзёси)

ばかり、まで、だけ、ほど、くらい、など、なり、やら
- Частицы-связки (яп. 係助詞 какари дзёси)

は、も、こそ、でも、しか、さえ、だに
- Частицы-союзы (яп. 接続助詞 сэцудзоку дзёси)

や、が、て、のに、ので、から、ところが、けれども、も
- Фразовые частицы (яп. 準体助詞 дзюнтай дзёси)

の、から
Некоторые частицы входят в две или три группы: например, «кара» может означать причинность: «Так как я пойду, я смогу» (яп. 行くから、出来る ику кара, дэкиру), тогда она относится к союзам; она же может являться окончанием исходного падежа и указывать на порядок или последовательность: «От Киото до Осаки» (яп. 京都から大阪まで кё:то кара о:сака мадэ).

## Список частиц
| К чему присоединяется | Пример |
| --- | --- |
| Бакари (яп. ばかり (許り), перевод «только, лишь», «полный»; имеет разговорные формы баккари (яп. ばっかり), бакка (яп. ばっか), бакаси (яп. 許し)                                                             | |
| Существительное | Токио полон людьми (яп. 東京は人ばかりです。 то:кё: ва хито бакари дэсу) |
| Глаголы в форме на -та | Только что поел (яп. 食べたばかりです。 табэта бакари дэсу) |
| Глаголы в форме на -тэ | Он всегда ест (яп. 彼は食べてばかりいる。 карэ ва табэтэ бакари иру) |
| Бакари ка (яп. ばかりか (許りか), переводится «не только»; если за ним следует саэ (яп. さえ) но и, то это указание на нечто нежданное или внезапное. Состоит из частиц «бакари» и «ка»)                       | |
| Существительное | Не только мой дед, но и прадед живы. (яп. 祖父ばかりか、曽祖父さえ生きている。 софу бакари ка, со:софу саэ икитэиру) |
| Ва (яп. は, тематическая частица; записывается как «ха», однако читается «ва») | |
| Подлежащее | Я участник Википедии. (яп. 私はウィキペディアの利用者です。 ватаси ва уикипэдиа но риё:ся дэсу) |
| Ва (яп. わ, используется в конце предложения для установления эмоциональной связи; в Кансае, Нагое и в некоторых других районах используется обоими полами, в остальной Японии — только женщинами)             | |
| Фразы | [Он] уже давно не приходит!.. (яп. ずっと前からいかへんわ дзутто маэ кара икахэн ва) |
| Га (яп. が, 1. маркер именительного падежа; 2. оставшееся от бунго значение притяжательного падежа, в топонимах встречается в виде ヶ; 3. союз «но»)                                                           | |
| Существительное | Именительный падеж Кошка съела корм (яп. 猫が餌を食べた。 нэко га эса о табэта, отвечает на вопрос: «Кто съел корм?») Я люблю собак (яп. 犬が好き ину га суки, ответ на вопрос: «Кого ты любишь?») |
| Существительное | Притяжательный падеж Наша страна (яп. 我が国 ва га куни) Сэкигахара, дословно «холмы застав» (яп. 関が原 сэки га хара) |
| Фраза | Противительный союз «Я люблю собак, но кошек ненавижу!» (яп. 犬は好きですが、猫は嫌いだ。 ину ва суки дэсу га, нэко га кирай да) |
| Дакэ (яп. だけ (丈), «только»; функционирует как существительное; кандзи используется редко) | |
| Существительное | Словарь на одной ромадзи (яп. ローマ字だけの辞書 ро:мадзи дакэ но дзисё) |
| Глаголы в желательной форме | Можешь спать столько, сколько захочешь [спать] (яп. 寝たいだけ寝ればいい。 нэтай дакэ нэрэба ии) |
| Да но (яп. だの, паразитная частица; «короче», «ну и»; сочетание «да» и «но». Используется значительно реже, чем «то ка», часто имеет отрицательную коннотацию.)                                               | |
| Существительные прилагательные, глаголы | Натто, морепродукты, васаби — японская еда — это не моё (яп. 納豆だの、シーフードだの、わさびだの—日本食が苦手だ。 натто: да но, си:фу:до да но, васаби да но — нихонсёку га нигатэ да) |
| Даракэ (яп. だらけ, «полный чем-либо, покрытый чем-либо»; используется с негативным оттенком) | |
| Существительное | Моя одежда покрыта грязью (яп. 私の服は泥だらけです ватаси но фуку ва доро даракэ дэсу) |
| Дзэ (яп. ぜ, заявление, претензия; грубо; используется мужчинами) | |
| Дзо (яп. ぞ, заявление, претензия; немного менее грубо, чем «дзэ», имеет более положительную окраску; используется мужчинами)                                                                                  | |
| Дзуцу (яп. ずつ, «каждый»; обычно следует за исчисляемыми существительными) | |
| Исчисляемые существительные | Съели обе конфеты. (яп. 飴の二個ずつを食べた。 амэ но нико дзуцу табэта) |
| Докоро ка (яп. どころか (所か), «всё, что угодно, кроме»; этимологически является стяжением докоро (токоро — место) и ка)                                                                                      | |
| Существительное | Он кто угодно, только не полицейский (яп. 彼は警察官どころかです。 карэ ва кэйсацукан докоро ка дэсу) |
| Дэ (яп. で, переводится «с помощью», «посредством». Этимологически является стяжением связки «ни тэ». В случае завершения этой частицей придаточного, кончающегося глаголом в форме на «-тэ», означает «…и».)  | |
| Существительные в инструментальном падеже | Поедем на велосипедах? (яп. 自転車で行きましょう。 дзитэнся дэ икимасё:) Я написал письмо на японском языке (с помощью японского языка) (яп. 日本語で手紙を書いた。 нихонго дэ тэгами о кайта) |
| Существительные в местном падеже | Хочу отдохнуть здесь (яп. ここで休みたい。 коко дэ ясумитай) |
| Прилагательное с «дэ» | Я рад, что люблю тебя (яп. 君が好きでよかった。 кими га суки дэ ёкатта) |
| Дэ мо (яп. でも, «даже», «несмотря на»; является сочетанием «дэ» и «мо») | |
| Существительные, частицы | «Даже» Великую китайскую стену можно увидеть даже из космоса (яп. 宇宙からでも万里の長城がみえる。 утю: кара дэ мо банри но тё:дзё: га миэру) |
| Существительные, местоимения | «Что-нибудь» Как насчёт чего-нибудь типа чая? (яп. お茶でも、いかが。 о-тя дэ мо икага?) Кто угодно решил бы то так же (яп. 誰でもが同じく決めた。 дарэ дэ мо га онадзику кимэта) |
| Существительное | Сочетание «дэ» и «мо»; «дэ» выступает в качестве окончания местного или дательного падежа Я написал письмо и на японском языке тоже (яп. 日本語でも手紙を書いた。 нихонго дэ мо тэгами о кайта) |
| В начало предложения | «Но», «однако» Но я так не думаю! (яп. でも、私はそう思わない。 дэ мо, ватаси ва со: омованай) |
| (яп. よ, в конце предложения — аналог восклицательного знака, после существительных — звательный падеж) | |
| Фразы | Возвращаюсь [домой]! (яп. 帰るよ！ каэру ё) |
| Существительные | Прощай, мой друг! (яп. さらば友よ。 сараба, томо ё) |
| Ёри (яп. より, 1) «от»; 2) сравнительная частица) | |
| Существительные | От Касивы поезд идёт со всеми остановками. (яп. この電車は柏より先は各駅に止まります。 коно дэнся ва касива ёри саки ва каку эки ни томаримасу) |
| Существительные | Хочу стать богаче всех. (яп. 誰よりも金持ちになりたい。 дарэ ёри мо канэмоти ни наритай) |
| Ка (яп. か, 1. вопросительная частица; 2. союз в альтернативном вопросе; 3. вопросительная частица, означающая «-нибудь» или «ли») Кай (яп. かい, мужественный и более мягкий вариант частицы «ка»)            | |
| Фраза | Вопрос Понимаешь? — Понимаю. (яп. 分かるか。 — 分かる。 вакару ка — вакару) |
| Варианты в альтернативном вопросе | Это, то — выбирай что-нибудь (яп. これか、それか、どっちか選んでよ。 корэ ка, сорэ ка, дотира ка эрандэ ё) |
| Любой член предложения | Сомнение Не знаю, пойдёт ли он (яп. 行くか（どうか）分からない。 ику ка (до: ка) вакаранай) |
| Ка на (яп. かな, Неуверенность: «Интересно, …», «наверное, …». «Ка на» означает некоторую уверенность в высказываемой точке зрения, вариант «ка наа», かなあ, означает бо́льшие сомнения.)                      | |
| Фраза | Сомнение Хотел бы я знать, подозрительный ли он человек. (яп. 彼は怪しい人かな。 карэ ва аясий хито ка на) |
| Кара (яп. から, «От, после, потому что»; вариант «кара но» используется при соединении двух существительных)                                                                                                   | |
| Существительное исходный, творительный падеж | Он вернулся из Токио. (яп. 東京から帰った。 то:кё: кара каэтта) Давний разговор (яп. ずっと前からの話 дзутто маэ кара но ханаси) |
| Глагол в тэ-форме | Когда закончите, приходите. (яп. 終わってから、来てください。 оваттэ кара, китэкудасай) |
| Глаголы, прилагательные | Он не ест мясо, так что рамэн не будет. (яп. 肉を食べないから、ラーメンはだめだ。 нику о табэнай кара, ра:мэн ва дамэ да) |
| Касира (яп. かしら, Аналогично «ка на», но используется женщинами. Этимология: ка + «сиранай», «не знаю».) | |
| Фразы | Хотела бы я знать, подозрительный ли он человек. (яп. 彼は怪しい人かしら。 карэ ва аясий хито касира) |
| Кири (яп. 切り, «хотя, но». Используется значительно реже, чем «кэдо»/«кэрэдомо», фактически является существительным.)                                                                                        | |
| Существительные | Магазин со всего лишь двумя работниками. (яп. 二人きりのお店 футари кири но о-мисэ) |
| Коро/горо (яп. 頃, «около, примерно») | |
| Существительные, числительные | Встретимся около трёх часов. (яп. 三時ごろに会いましょう。 сан дзи горо ни аимасё:) |
| Косо (яп. こそ, «точно», «именно») | |
| Фразы, существительные | Сегодня я точно займусь [этим]! (яп. 今日こそ、やるぞ！ кё: косо, яру дзо!) Я столько работаю именно потому, что люблю тебя! (яп. 君が好きだからこそこれだけがんばっているんだよ。 кими га суки да кара косо корэ дакэ гамбаттэ иру н да ё) Я тоже рад знакомству буквально: с этой стороны тоже прошу вас хорошо обо мне [заботиться] (яп. こちらこそ、よろしくお願いします。 котира косо, ёросику о-нэгайсимасу) |
| Курай/гурай (яп. 位 / くらい / ぐらい, «примерно», «около») | |
| Существительные | Это занимает примерно 10 минут. (яп. 十分くらいかかる。 дзюппун курай какару) |
| Кэдо (яп. けど, «хотя, но». Этимология: «кэдо» — сокращение от «кэрэдомо»; встречаются также варианты «кэрэдо» и «кэдомо».)                                                                                    | |
| Прилагательные, глаголы, существительные | Она странная, но красивая. (яп. 彼女は変だけどきれいだ。 канодзё ва хэн дакэдо кирэй да) |
| Мадэ (яп. まで, «после», «до», в разных значениях. Предел чего-либо.) | |
| Существительные (обозначающие место или время) | Эта электричка идёт до Симоносэки. (яп. この電車は下関まで行きます。 коно дэнся ва симоносэки мадэ икимасу) |
| Глагол | Я подожду, пока ты не придёшь (яп. 帰るまで待っている。 каэру мадэ маттэ иру) |
| Мадэ ни (яп. までに, «к [определённому времени]».) | |
| Существительные, глаголы | Я вернусь к девяти часам. (яп. 九時までに帰る。 ку дзи мадэ ни каэру) |
| Мэ (яп. 目, только) | |
| Классификаторы | Это [лишь] мой второй раз в Америке. (яп. アメリカは二回目です。 амэрика ва никай мэ дэсу) |
| Мо (яп. も, тоже (всегда заменяет частицы «ва» и «га», но остальные может присоединять)) | |
| Существительные и фразы | Мне тоже дали. (яп. 私にもくれた。 ватаси ни мо курэта) |
| Моно/мон (яп. もの / もん, добавление «物» ко второй форме глагола номинализует его, превращает в существительное; «мон» — девчачья форма)                                                                     | |
| Глаголы | Напиток (яп. 飲み物 номимоно) Еда (яп. 食べ物 табэмоно) живое существо (яп. 生き物 икимоно) |
| Моно дэ (яп. もので, значение такое же, как у «но дэ») | |
| Моно ка/мон ка (яп. ものか / もんか, твёрдый отказ («моно дэсу ка» — более вежливый вариант)) | |
| Предложения | Я не проиграю! (яп. 負けるもんか! макэру мон ка) Кто же посмеет пойти в такое место во второй раз? (яп. 誰があんなところに二度と行くもんですか! дарэ га анна токоро ни нидо то ику мон дэсу ка!) |
| Моно нара (яп. ものなら, если X может, если я могу, если ты можешь и т. п.) | |
| Моно о (яп. ものを, используется в конце фраз для обозначения сильных отрицательных эмоций) | |
| Фразы | Если бы ты хотя бы раз сказала: «Я люблю тебя», мы могли бы пожениться… (яп. 好きだと一言言ってくれさえしたら、結婚できたものを... суки да то хито кото иттэ курэ саэ ситара, кэккон дэкита моно о) |
| На, наа, нару (яп. な / なあ / なぁ / なる) | |
| Глагол в форме на -у | Не делай! (яп. するな суру на) Ешь! (или Не ешь!) (яп. 食べな табэ на) |
| Полупредикативные прилагательные | Странный человек. (яп. 変な人 хэнна хито) |
| Фразы | Как странно! (яп. 変だな！ хэн да на) |
| Надо (яп. など / 等, «и так далее, и подобное») | |
| Существительные | Вещи вроде натто и кабуки есть только в Японии. (яп. 納豆や歌舞伎などは日本だけにある。 натто: я кабуки надо ва нихон дакэ ни ару) |
| Нанка, нантэ (яп. なんか, なんて / 何か, 何て, усилительная частица для подчёркивания отрицательных эмоций говорящего. «Нанка» менее формальный вариант, «нантэ» — более)                                      | |
| Существительные | Мне не нужны никакие чёртовы советы. (яп. 助言なんかいらない。 дзёгэн нанка иранай) |
| Глаголы | Я н-е у-м-е-ю плавать. (яп. 泳ぐなんてできない。 оёгу нантэ дэкинай) |
| Прилагательные в форме на -ку | Оно не большое, но чистое. (яп. 大きくなんかないけど、きれいだ。 оокику нанка най кэдо, кирэй да) |
| Нара (яп. なら, «если», вероятностная форма связки «да». Существует более вежливая и формальная частица «нараба»)                                                                                              | |
| Существительные, прилагательные, глаголы, фразы | Если жарко, включи кондиционер (яп. 暑いなら、エアコンを付けて。 ацуй нара, эакон о цукэтэ) |
| Ни (яп. に, падеж направления) | |
| Существительные | В школе [находится некто] (яп. 学校にいる。 гакко: ни иру) Иду в школу (яп. 学校に行く。 гакко: ни ику) |
| Косвенное дополнение | Отдай мне! (яп. 俺に返せ。 орэ ни каэсэ) |
| Агенс в пассивной конструкции | Я был укушен комаром. (яп. 蚊にさされた。 ка ни сасарэта) |
| Существительные, глаголы (основа) | Идём смотреть фильм (яп. 映画を見に行く。 эйга о ми ни ику) |
| Прилагательные (превращает в наречия) | Вежливый, вежливо (яп. 丁寧, 丁寧に тэйнэй, тэйнэй ни) |
| Ни тэ (яп. にて, формальная версия «дэ», заимствованная из бунго) | |
| Ни ва (яп. には, для, в, к (сочетание «ни» и «ва»)) | |
| Существительные | Для меня ситими слишком острая приправа. (яп. 七味は、私には辛すぎる。 ситими ва, ватаси ни ва карасугиру.) |
| Существительные | В Киото есть цветы. (яп. 京都には花がある。 кё:то ни ва хана га ару) |
| Но (яп. の, частица, указывающая на принадлежность, родительный падеж, номинализатор, маркер темы) | |
| Существительные притяжательный падеж | Машина учителя (яп. 先生の車 сэнсэй но курума) Мой компьютер (яп. 私のコンピューター ватаси но компю:та) |
| Существительные | Автомобильная [компания] Toyota (яп. 車のトヨタ курума но тоёта) |
| Существительные маркирование темы в придаточном предложении | Торт, который сделал он, был вкусным. (яп. 彼の作ったケーキはおいしかった。 карэ но цукутта кэ:ки ва оисикатта) |
| | Дешёвое — вот это. (яп. 安いのは、これ。 ясуй но ва, корэ) |
| Глаголы (номинализация) | Люблю есть (яп. 食べるのが大好き。 табэру но га дайсуки) |
| Фразы (вопросительная частица) | Ты там поел? (яп. もう、食べたの？ мо:, табэта но?) |
| Но дэ (яп. ので, «из-за», «потому что») | |
| | Из-за теста не могу пойти. (яп. テストがあるので、行けない。 тэсуто га ару но дэ, икэнай) Здесь нельзя курить, потому что это школа. (яп. 学校なので、禁煙だ。 гакко: но дэ, кинъэн да) |
| Номи (яп. のみ, «лишь». Более формально и встречается значительно более редко; только имеет значение «мало, лишь»)                                                                                             | |
| Существительные | В этом магазине принимаются только японские иены (яп. 当店では、日本円のみご利用頂けます。 то:тэн дэ ва, нихон эн номи го-риё: итадакэмасу) |
| Но ни (яп. のに, «из-за», «хотя». Подразумевает отрицательные эмоции.) | |
| Прилагательные, глаголы | Хотя я занимаюсь, по-английски говорить так и не умею. (яп. 勉強しているのに、英語が話せない。 бэнкё:ситэ иру но ни, эйго га ханасэнай) |
| Прилагательные, глаголы в сослагательном наклонении | Было бы хорошо, если бы ты пришёл. (яп. 帰ってきたら、よかったのに。) |
| Глаголы в форме на -у | Чтобы переехать, нужен грузовик (яп. 引っ越すのにトラックが必要だ。 хиккосу но ни торакку га хицуё: да) |
| О (яп. を, показатель винительного падежа) | |
| Существительные | Кошка съела корм. (яп. 猫が餌を食べた。 нэко га эса о табэта) Лететь по небу (яп. 空を飛ぶ сора о тобу) |
| Нэ (яп. ね, Переводится как «верно?», выражает уверенность говорящего) | |
| | Ты ведь умная. (яп. 君は賢いよね。) Разве не замечательно? (яп. 格好いいですね。 какко: ии дэсу нэ) Эй, который час? (яп. ね、いま何時？ нэ, има нандзи) |
| Са/саа (яп. さ・さあ・さぁ, 1. мужская частица, сопровождающая общеизвестные факты; 2. женская частица, означающая «кто знает» и заполняющая паузы в речи)                                                     | |
| Фразы | У меня нет девушки, так что на танцы я не пойду. (яп. 彼女がいないから、ダンスには行かないさ。 канодзё га инай кара, дансу ни ва иканай са) Ну, вчера, типа, в школе, короче, учитель, типа, меня одёрнул, и я такая вышла из себя. (яп. 昨日さあ、学校でさあ、先生にさあ、注意されてさあ、超むかついた。 кино: саа, гакко: дэ саа, сэнсэй ни саа, тю:исарэтэ саа, тё: мукацуита)                                  |
| Саэ (яп. さえ, даже; предполагает положительный опыт от превышения ожиданий) | |
| Существительные | Он даже умеет писать кандзи. (яп. 漢字さえ書ける。 кадзи саэ какэру) |
| Дэ саэ (яп. でさえ, «даже»; заменяет «ва» и «га») | |
| | Такое даже обезьяна может сделать. (яп. そんなことは猿でさえできる。 сонна кото ва сару дэкиру) |
| Саэ… ба/ра (яп. さえ…ば・ら, «лишь только») | |
| | Если ты [хотя бы просто] это выпьешь, похмелье пройдёт. (яп. これさえ飲めば、二日酔いが直るよ。 корэ саэ номэба, фуцукаёй га наору ё) |
| Си (яп. し, соединение глаголов и прилагательных: «и») | |
| | Эта квартира чистая и просторная, правда, она хорошая? (яп. きれいだし、広いし、いいね、このアパート。 кирэй да си, хирой си, ий нэ, коно апа:то) |
| Сика (яп. しか, должен сопровождаться глаголом в отрицательном наклонении; означает отрицание «только», «лишь»)                                                                                                | |
| Глаголы, существительные | У меня всего одна иена (яп. 一円玉しかない。 ити эн дама сика най) [Остаётся] только пойти на почту. (яп. 郵便局に行くしかない。 ю:бин кёку ни ику сика най) |
| Сура (яп. すら, «даже»; контекстуальный антоним частицы «саэ») | |
| Существительные | Он даже кандзи не может писать. (яп. 漢字すら書けない。 кандзи сура какэнай) |
| То (яп. と, соединительный союз для существительных; частица, оформляющая прямую речь) | |
| Существительные | Ты и я (яп. 君と僕 кими то боку) Это или то. (яп. それ と これ と сорэ то корэ то) |
| Глаголы изменение состояния | Они приближались к границе Солнечной системы. (яп. 太陽系脱出へと近づいて行った｡ тайёкэй дассюцу э то тикадзуйтэ итта) |
| Существительные, местоимения | Хочешь пойти со мной? (яп. 僕と行きたい？ боку то икитай) |
| Глаголы, прилагательные | Если будешь учиться, то поймёшь. (яп. 勉強すると分かる。 бэнкё: суру то вакару) |
| Предложение | «К морю!» — крикнул он. (яп. 「海まで！」と叫んだ。 уми мадэ! то сакэнда) |
| То ка (яп. とか, аналог частицы «надо»; часто используется вместе с «нани»: «нани то ка») | |
| Существительные | Крабы, морские гребешки, — я всё съел! (яп. 蟹とか、帆立とか、全部食べたよ。 кани то ка, хотатэ то ка, дзэмбу табэтаё) |
| То мо (яп. とも, «даже если, хотя»; если следует за существительным в предложении с глаголом в отрицательном наклонении, то значит «никакой, никто»; не путать с суффиксом множественного числа -томо (яп. 共) | |
| Глаголы, означающие сознательное действие | Хотя мы и стараемся, прогресса нет. (яп. どうしようともあまり進まない。 до: сиё: то мо амари сусуманай) |
| Предикативные прилагательные small>в форме на -ку | Он прошёл по крайней мере 50 миль. (яп. 少なくとも五十マイル歩いてきた。 сукунаку то мо годзю: майру аруитэкита) Даже если мы опоздали, пойдём и проверим! (яп. 遅くともいってみようよ。 осоку то мо иттэмиё: ё) |
| Парные глаголы в отрицательном и положительном наклонении | Не понятно, собираются ли они купить (, или нет). (яп. 買うとも買わないともはっきりしていません。 кау то мо каванай то мо хаккири ситэ имасэн) |
| Глаголы, прилагательные | Можно смеяться. (яп. 笑っていいとも。 вараттэ ий то мо) Я бы не пошёл. (яп. 行きませんとも。 икимасэн то мо) |
| Ттэ (яп. って, неформальное сокращение «то иу» (яп. と言う, «так сказать»); также имеется экспрессивная форма «ттэба» (яп. ってば, «я же сказал…»))                                                            | |
| Фразы или отдельные слова | Он сказал, что сейчас придёт. (яп. 直ぐ来ますって сугу кимасу ттэ) [Говоришь,] арабский не сложный? (яп. アラビア語って難しくない？ арабиаго ттэ мудзукасику най) Я же сказал: «Кофе»! (яп. コーヒーだってば！ ко:хи: да ттэба) |
| Ходо (яп. ほど (程), «верхняя граница», «настолько же») | |
| Существительное | Мой японский не так хорош, как его (яп. 彼ほど日本語がうまくない。 карэ ходо нихонго га умакунай) |
| Прилагательное | Чем скорее, тем лучше (яп. 早いほどいい。 хаяй ходо ий) |
| Глагол | Я ненавижу его так сильно, что хочу убить (яп. あいつを殺したいほど嫌いだ。 айцу о короситай ходо кирай да) |
| Э (яп. へ, «к», «в направлении») | |
| Существительное | «Добро пожаловать в Японию!» (яп. 日本へようこそ！ нихон э ё:косо) |
| Я (яп. や, используется при неполном перечислении) | |
| Существительные | Я люблю сладости… булочки… мандарины… всякое такое. (яп. 私の好きな食べ物はお菓子やパンやミカンなどです。 ватаси но сукина табэмоно ва окаси я пан я микан надо дэсу) |
| Яра (яп. やら, выражает сомнение или неуверенность) | |

## Отличия

### «Ва» и «га»
Труднопереводимые отличия между тематической частицей «ва» (яп. は) и рематической «га» (яп. が) является предметом научных работ и учёных споров. Предложение «У слона длинный хобот» (яп. 象は鼻が長い дзо: ва хана га нагай) является характерным примером японской фразы с двумя подлежащими; если переводить буквально, оно значит «говоря о слоне, его нос длинный», здесь нет притяжательности, как если бы было сказано «нос слона» (яп. 象の鼻).
«Га» имеет несколько функций в речи и письме. В предложении «Хотя занимался, результаты оказались плохи» (яп. 勉強したが、成績が悪かった бэнкё: сита га, сэйсэки га варукатта) частица га выражает противительное значение. В предложении «Хочу попить воды» (яп. 水が飲みたい мидзу га номитай), «Люблю чёрный чай!» (яп. 紅茶が好きだ ко:тя га суки да) — га предшествует выражению желания и сообщению о том, что нравится. В предложениях 山がある, 水がきれいだ, 風が吹く, частица га служит сигнальным маркером перед глаголом, который описывает действие, поведение существительного (風が吹く), обозначенного падежной частицей га, а также наличие (山がある), или оценку (水がきれいだ — вода чистая! вода красивая!). Отличие га от ва, в его функции «маркера», в разных связях между маркированной частью предложения и　особенно тем, что идёт после неё; то что обычно идёт после ва, не во всех случаях употребимо с га, и наоборот.

### «Ни» и «дэ»
«Ни» и «дэ» в значении «места действия» почти взаимозаменяемы.
- «Ни» используется со стативными глаголами: «быть» (いる иру、ある ару), «существовать» (存在する сондзаисуру), «жить» (住む суму).

Я живу в Японии (яп. 日本に住んでいる нихон ни сундэиру);
Танака был в школе (яп. 田中さんは学校にいた танака сан ва гакко: ни ита).
- «Дэ» используется с активными глаголами, которые означают место действия, а не состояния.

Я сплю в школе (яп. 学校で寝る гакко: дэ нэру).

### «Ни» и «э»
«Ни» и «э» оба означают движение к некоему предмету, причём «ни» означает «в», а «э» — «к»:
- У меня не было книг, и я пошёл в библиотеку (яп. 本はなかったから、図書館に歩いた хон ва накатта кара тосёкан ни аруита)
- [У меня было назначено] свидание, я пошёл к библиотеке (яп. デートだから、図書館へ歩いた дэ:то да кара тосёкан э аруита)

### «Га» и «о»
В некоторых случаях «га» и «о» взаимозаменяемы, например, с желательным наклонением глагола.
Хочу риса (яп. ご飯が食べたい гохан га табэтай);
Хочу риса (яп. ご飯を食べたい гохан о табэтай).
Аналогично, со словом 好き можно использовать как «га» (используя 好き как прилагательное «нравящийся» (лит. «любить»)), так и «о» (используя 好き как основу глагола «любить») (яп. 好く суку)).
Я люблю тебя! (яп. 君が好きだ кими га суки да);
Я рад, что люблю тебя (яп. 君を好きで良かった кими о суки дэ ёкатта).

### «Ни» и «то»
Эти две частицы взаимозаменяемы в формах «ни нару» (яп. に成る) и «то нару» (яп. と成る); конструкция с «ни» означает естественное　изменение, а с «то» — некоторое непрямое действие.

### «Я» и «то»
«Я» используется для перечисления части списка, а «то» — для ограниченных списков.
- Города России — Москва, Самара, Хабаровск [и другие]. (яп. ロシアの町はモスクワやサマラやハバロフスクなどです。 росиа но мати ва мосукува я самара я хабарофусуку надо дэсу);
- Мои любимые города России — Архангельск и Оренбург [других нет]. (яп. 私の大好きなロシアの町はアルハンゲリスクとオレンブルグです。 ватаси но дайсукина росиа но мати ва арухангэрисуку то орэмбургу дэсу)

## Отличия от русских предлогов
Многие японские частицы выполняют такие же роли, как предлоги в русском, но они во многом отличны от предлогов. К примеру, там, где по-русски будет использоваться предлог, по-японски будет конструкция с существительным:
- На доме (яп. 家の上 иэ но уэ) — дословно «верх дома».
- О Цукасе (яп. 司了について цукаса ни цуитэ).